# Chrysolepis
Chrysolepis es un pequeño género de plantas de flores perteneciente a la familia Fagaceae, endémico del oeste de Estados Unidos, desde Washington a California meridional.

## Descripción
Son árboles y arbustos perennes con hojas simples, enteras con una densa escala dorada en la superficie inferior y una capa más fina en la superior, las hojas se mantienen por 3-4 años. La fruta es una cápsula espinosa que contiene tres frutos secos comestibles. 
Se diferencia del género Castanea en que sus frutos tardan 14-15 meses en madurar (3-5 meses en la castaña.

## Taxonomía
El género fue descrito por  Karl Jesper Hakon Hjelmquist y publicado en Botaniska Notiser, Supplement 2(1): 117. 1948. La especie tipo es: Chrysolepis chrysophylla

## Especies aceptadas
A continuación se brinda un listado de las especies del género Chrysolepis aceptadas hasta marzo de 2014, ordenadas alfabéticamente. Para cada una se indica el nombre binomial seguido del autor, abreviado según las convenciones y usos.
- Chrysolepis chrysophylla
- Chrysolepis sempervirens